# .se
.se (Na língua sueca: Sverige) é o código TLD (ccTLD) na Internet para a Suécia.